# منطقه ۱۵ توکیو
منطقه ۱۵ توکیو (به ژاپنی: 東京都第15区, Tokyo-to jugo-ku)، یک حوزه انتخابیه مجلس نمایندگان (ژاپن) است. این منطقه در سال ۱۹۹۴ به عنوان بخشی از تغییر به مناطق تک عضوی تأسیس شد و در حال حاضر توسط تاتسومی ساکای، عضو CDP حزب دموکراتیک مشروطه ژاپن نمایندگی می‌شود.